# East Amherst
East Amherst é um área não incorporada (ou conhecidas como aldeia) localizada no condado de Erie no estado estadounidense da Nova Iorque. East Amherst funciona como divisão das aldeias de Amherst e Clarence.

## Geografia
East Amherst encontra-se localizada nas coordenadas 43° 01′ 06″ N, 78° 41′ 48″ O.